# Autostrada A41 (Francja)
Autostrada A41 (fr. Autoroute A41, L'Alpine) – autostrada we wschodniej części Francji. Łączy granicę francusko-szwajcarską koło Genewy z Annecy, La Motte-Servolex, Chambéry i Grenoble. Składa się z dwóch odcinków rozdzielonych drogą krajową N201 i autostradą A43 w pobliżu Chambéry. Całkowita długość drogi wynosi 112 km.
Na całej długości jest czteropasowa – dwie jezdnie po dwa pasy ruchu na każdej.

## Trasy europejskie
Arteria stanowi fragment trzech tras europejskich: E25, E62 na odcinku od granicy państwowej do węzła z A40 oraz E712 na odcinku od węzła z autostradą A410 do węzła z drogą krajową N87 w Meylan koło Grenoble.

## Historia budowy
Trasę oddawano do użytku etapami. Pierwszy odcinek, Le Touvet – Meylan, otwarto 15 grudnia 1967 jako jednojezdniowy. Drugą jezdnię udostępniono w grudniu 1976 roku. Ostatni fragment, Saint-Julien-en-Genevois – Villy-le-Pelloux (A40 – A410), został otwarty 22 grudnia 2008 roku.
| Odcinek                                     | Długość | Data otwarcia         | Uwagi                                                           |
| ------------------------------------------- | ------- | --------------------- | --------------------------------------------------------------- |
| Le Touvet – Meylan                          | ?       | 15 grudnia 1967(dts)  | Jednojezdniowy z jednopoziomowymi skrzyżowaniami                |
| Annecy-Sud – Saint-Félix                    | 14 km   | 26 czerwca 1975(dts)  | Zakończony prowizorycznym skrzyżowaniem                         |
| Le Touvet – Meylan                          | ?       | 18 grudnia 1976(dts)  | Dobudowa drugiej jezdni, likwidacja jednopoziomowych skrzyżowań |
| Pontcharra – Le Touvet                      | ?       | 18 grudnia 1976(dts)  |                                                                 |
| Saint-Félix – Chambéry-Nord                 | ?       | 22 grudnia 1977(dts)  | Od prowizorycznego skrzyżowania do autostrady A43               |
| Annecy-Nord – Annecy-Sud                    | ?       | 11 lipca 1978(dts)    |                                                                 |
| Les Marches – Pontcharra                    | ?       | 22 grudnia 1978(dts)  |                                                                 |
| Villy-le-Pelloux – Annecy-Nord              | ?       | 15 września 1979(dts) |                                                                 |
| Villy-le-Pelloux                            | ?       | 17 lipca 1981(dts)    | A410 – węzeł Villy-le-Pelloux                                   |
| granica F-CH – Saint-Julien-en-Genevois     | 1 km    | 28 czerwca 1991(dts)  |                                                                 |
| Saint-Julien-en-Genevois – Villy-le-Pelloux | 19 km   | 22 grudnia 2008(dts)  | A40 – A410                                                      |

## Opłaty i zarządzanie
Arteria na znacznej długości jest płatna, wyjątki stanowią krótkie odcinki koło Chambéry i Grenoble. Autostradą zarządza trzech koncesjonariuszy:
- Autoroutes et tunnels du Mont-Blanc (ATMB) na odcinku od granicy ze Szwajcarią do węzła z A40,
- Autoroutes des deux Lacs (ADELAC) na dalszym odcinku do Annecy,
- Société des Autoroutes Rhône-Alpes (AREA) pomiędzy Annecy a Grenoble.